# 椿三十郎
《椿三十郎》（つばきさんじゅうろう）是1962年黑澤明导演的日本动作片，为1961年作品《大鏢客》的续集，演員三船敏郎再度把三十郎這個俠客角色發揮得淋漓盡致。

## 劇情
以城代家的外甥井坂伊織爲首的九名武士在神社裡商討整頓內部腐敗的事宜，在過程中忽然出現一名流浪的野武士椿三十郎，告訴九名武士誰才是真正的幕後黑手。最初九名武士是以不相信的態度，後來正應驗椿三十郎所説的話，各人逐漸改變自己的看法。井坂伊織爲首的九名武士打算救出井坂家眷，并打倒菊井、黑藤等貪官，椿三十郎也加入到九名武士之中，并進行一連串鬥智鬥勇的拯救行動。

## 演員
- 椿三十郎：三船敏郎
- 室戸半兵衛：仲代達矢
- 井坂伊織：加山雄三
- 寺田文治：平田昭彥
- 河原晉：太刀川寛
- 守島隼人：久保明
- 見張侍木村：小林桂樹
- 関口信伍：江原達怡
- 廣瀬俊平：土屋嘉男
- 次席家老黒藤：志村喬
- 竹林：藤原釜足
- 保川邦衛：田中邦衛
- 大目付菊井六郎兵衛：清水将夫
- 千鳥：團令子

## 外部連結
- 互联网电影数据库（IMDb）上《椿三十郎》的资料（英文）
- AllMovie上《椿三十郎》的资料（英文）
- Criterion Collection essay by Michael Sragow （页面存档备份，存于）
- Sanjuro （页面存档备份，存于） （日語） at the Japanese Movie Database